# Merosargus complicatus
Merosargus complicatus är en tvåvingeart som beskrevs av James 1971. Merosargus complicatus ingår i släktet Merosargus och familjen vapenflugor. Inga underarter finns listade i Catalogue of Life.